# Erich Jahn
Karl Heinrich Erich Jahn (* 23. Juli 1907 in Berlin; † nach 1934) war ein deutscher Hitlerjugend-Führer.

## Leben
Jahn war der Sohn eines Druckereibesitzers. Nach dem Besuch der Volksschule absolvierte er eine Druckerlehre. In seiner Jugend begann Jahn sich in Kreisen der extremen politischen Rechten zu engagieren: Nachdem er jahrelang im Bismarckbund tätig gewesen war, schloss er sich zum 1. Februar 1931 der NSDAP an (Mitgliedsnummer 452.201). In der Partei übernahm er Funktionärsaufgaben in der Hitlerjugend, in der er rasch eine führende Rolle übernahm. Baldur von Schirach ernannte Jahn 1931 zum Gebietsführer des wichtigsten HJ-Gebietes, des Gebietes Groß-Berlin, dem Jahn bis zum 16. November 1934 vorstand.
Am 16. November 1934 wurde Jahn in den Stab der Reichsjugendführung berufen und „mit der Wahrnehmung der Interessen der staatlichen Jugendpflege im Rahmen der HJ beim Landesjugendamt Berlin“ beauftragt. Sein bisheriges Amt als Gebietsführer von Groß-Berlin wurde Artur Axmann übertragen.
Sein Verbleib ist unbekannt. Er wurde nach dem Tod der Ehefrau († 1993) amtlich für tot erklärt.